# Chris Moyles' Quiz Night
Chris Moyles' Quiz Night was een Britse comedy-panel spelshow tussen 2009 en 2012, gepresenteerd door Chris Moyles.
De show werd oorspronkelijk uitgezonden op Channel 4 om 22.00 uur op zondag en herhaald op maandag om 23.00 uur. De show bestond uit drie rondes waarin hij het opnam tegen drie bekende deelnemers in een quiz. De prijs was een voorwerp uit zijn eigen huis. Omdat hij zelf ook meedeed (om de prijs te behouden), werden de vragen gesteld door een bekende quizmaster. De serie had een volledig vrouwelijke huisband in de studio die de titelmuziek speelde.